# Eugnosta assecula
Eugnosta assecula es una especie de polilla de la tribu Cochylini, familia Tortricidae.
Fue descrita científicamente por Meyrick en 1909.

## Distribución
Se encuentra en Sudáfrica.